# Célula mesangial extraglomerular

Diagrama del corpúsculo renal en que se representan las células mesangiales extraglomerulares (5b)

Las células mesangiales extraglomerulares, también llamadas células de Lacis, células de Polkissen o células de Goormaghtigh, son un tipo de células que se encuentran en el riñón. Se localizan por fuera del glomérulo renal, en el espacio comprendido entra la arteriola glomerulare aferente, la arteriola glomerular eferente y la mácula densa. Forman parte del aparato yuxtaglomerular que está constituido por las células yuxtaglomerulares, la mácula densa y las células mesangiales extraglomerulares.